# Václav Dobiáš
Václav Dobiáš (22. září 1909 Radčice – 22. května 1978 Praha) byl český hudební skladatel, pedagog, organizátor, politik Komunistické strany Československa a poúnorový poslanec Národního shromáždění ČSSR a Sněmovny lidu Federálního shromáždění.

## Život

### Mládí a raná umělecká tvorba
Byl synem rolníka a lidového hudebníka. Vyrůstal v prostředí vesnické kapely. Jeho otec byl basista, strýc Jáchym klarinetista a další strýc Jaroslav houslista a skladatel. Od šesti let se učil na housle, v deseti letech již hrál v radčické kapele a skládal pro ni taneční skladby. Ve dvanácti letech se stal jeho učitelem houslový virtuos Josef Muzika, žák Otakara Ševčíka.
Do školy chodil v Železném Brodě a pokračoval na učitelském ústavu v Jičíně. Tady komponoval své první vážné skladby. Mezi jinými Cigánské melodie na slova Adolfa Heyduka a melodram Máj na text čtvrtého zpěvu básně Karla Hynka Máchy. Po absolvování ústavu v roce 1928 odešel učit do Mukačeva na Podkarpatské Rusi. Vojenskou službu vykonal v pevnosti Josefov u Jaroměře. Byl zde sbormistrem vojenského pěveckého sboru.
Po skončení vojenské služby se usadil v Praze. Učil na měšťanské škole na Vyšehradě a pokračoval ve studiu hudby. Nejprve soukromě u Josefa Bohuslava Foerstera, pak na mistrovské škole Pražské konzervatoře u Vítězslava Nováka. Absolvoval rovněž kurz čtvrttónové a šestinotónové hudby u Aloise Háby.
Jeho kompozice té doby jsou plně v souladu s trendy západoevropské hudby 20. století. Reprezentativními skladbami tohoto období Dobiášovy tvorby jsou např. 3. smyčcový kvartet (1938) či Komorní symfonie (1939). Složil i několik skladeb mikrotonální technikou ve stylu Aloise Háby.
Zásadní zlom v autorově životě i tvorbě představovala světová válka, německá okupace, osvobození sovětskou armádou a získání moci ve státě komunistickou stranou. Nejprve to byla snad snaha po vzoru Bedřicha Smetany povzbudit český národ v době německé okupace. Vznikly tak velké mužské sbory Gospodine, pomiluj ny, Pozdrav zemi a Slovanská lípa. Melodika a harmonie Václava Dobiáše se výrazně zjednodušily. Využíval tradičních postupů české dechovky i intonace ruských lidových a sovětských písní. Za vše mluví tituly jeho budovatelských písní, sborů, znělek, zdravic a kantát: Budujeme, Pojďte s námi na brigádu, Píseň o Stalinovi, Píseň komunistické straně, Zítřek je náš, Rozkaz č. 368 na text Stalinova rozkazu k osvobození Prahy, Slavnostní průvod – Únor 1948, Buduj vlast, posílíš mír, Znělka k VIII. sjezdu KSČ, Znělka k XI. sjezdu KSČ, Zdravice k XV. sjezdu KSČ...   Sotva byly v roce 1948 vyhlášeny Ždanovovy these devalvující umění na propagační nástroj Komunistické strany, stal se jejich nadšeným propagátorem. Paradoxní je, že ani on se nevyhnul obvinění z formalismu za Sonátu pro klavír, smyčce, dechové kvinteto a tympány, přestože tato skladba reprezentovala Československo na 35. festivalu Mezinárodní společnosti pro soudobou hudbu (ISCM) ve Vídni (1961), a za kantátu Stalingrad (byť měla tak vhodný název).
Od roku 1950 do konce života vyučoval Václav Dobiáš skladbu na Akademii múzických umění v Praze. Byl vynikajícím pedagogem. K jeho žákům patřili např. Josef Ceremuga, Václav Felix, Jiří Dvořáček, Ivan Řezáč, Miroslav Raichl, Zdeněk Zahradník, Eduard Dřízga, Jaroslav Rybář nebo Václav Riedlbauch.

### Politická kariéra
Dobiáš byl členem Syndikátu českých skladatelů. V roce 1948 podepsal výzvu prokomunistické inteligence Kupředu, zpátky ni krok!, jež byla vydána dne 25. února 1948 na podporu komunistického převratu. V letech1948–1949 byl předsedou akčního výboru Syndikátu českých skladatelů, který „kádroval“ jednotlivé skladatele, prováděl v jejich řadách čistky a byl příčinou mnoha osobních tragédií. V roce 1963 se stal předsedou Svazu československých skladatelů, předsedal výboru hudebního festivalu Pražské jaro, vedl hudební odbor na ministerstvu informací a kultury a byl poradcem ministra.
Ve volbách roku 1960 byl zvolen za KSČ do Národního shromáždění ČSSR za Severočeský kraj. Podílel se na projednání ústavy ČSSR v roce 1960 Mandát obhájil ve volbách v roce 1964. V Národním shromáždění zasedal až do konce jeho funkčního období v roce 1968.
11. sjezd KSČ ho zvolil za člena Ústředního výboru Komunistické strany Československa. 12. sjezd KSČ a 13. sjezd KSČ ho ve funkci potvrdil.
Po federalizaci Československa usedl roku 1969 do Sněmovny lidu Federálního shromáždění (volební obvod Teplice-město), kde setrval do konce volebního období, tedy do voleb roku 1971. Působil jako člen prezidia Výboru socialistické kultury. Obdržel také řadu státních a stranických vyznamenání. V roce 1972 byl jmenován zasloužilým umělcem a v roce 1976 národním umělcem.
V sedmdesátých letech již jeho tvorba stagnovala. Zemřel 22. května 1978 a je pochován na Vyšehradě.

## Dílo

### Orchestrální skladby
- Komorní symfonie (1939);
- Symfonie pro velký orchestr (1943);
- Symfonietta pro velký orchestr (1946);
- Sonáta pro klavír, smyčce, dechové kvinteto a tympány (1947);
- Malí symfonikové (1948);
- Symfonie pro velký orchestr č. 2 (1957); on YouTube
- Předehra "Jubilejní", též Slavnostní předehra (1965);
- Poetická polka č. 2 v úpravě pro orchestr (1972).
- jeho nejslavnější skladba, "Slavnostní uvítací pochod", tzv. "generálský". Příznivci vojenských skladeb se shodují, že se jedná o nejvydařenější pochod, jenž dalece překonává vše, co bylo na toto téma vytvořeno jak u nás, tak ve světě.

### Komorní skladby
- Impromptu pro klavír (1931);
- Rondo pro klavír (1931);
- Sonáta pro klavír (1931);
- Smyčcový kvartet č. 1 (1931);
- Preludium pro klavír (1933?);
- Sonáta pro housle a klavír (1936);
- Smyčcový kvartet č. 2 (1936);
- Malá klavírní suita (1937);
- Klavírní suita ve starých formách (1937);
- Klavírní variace „Týden“ (1937);
- Klavírní kvartet (1938);
- Říkadla pro nonet (1938);
- Smyčcový kvartet č. 3 (1938);
- Sonáta pro violoncello a klavír (1939);
- Sonáta pro klavír (1940);
- Tři toccaty pro klavír (1941);
- Suita pro violoncello a klavír (1942);
- Balada pro violu a klavír (1944);
- Smyčcový kvartet č. 4 (1942);
- Pastorální dechový kvintet (1943);
- Dobrou noc, pro violoncello a klavír (1944);
- Čtyři nokturna pro violoncello a klavír (1944);
- Malá suita pro violoncello a klavír (1944);
- Sonatina pro klavír č. 1 (1945);
- Kvartetino pro 2 housle, violu a violoncello (1944);
- Sonatina pro klavír č. 2 (1945);
- Mistru Vítězslavu Novákovi (1945);
- Sonatina pro klavír č. 3 (1946);
- Tanec pro violoncello a klavír (1947);
- Taneční fantazie pro noneto (1948);
- Tři poetické polky pro klavír (1950);
- Nonet O rodné zemi (1952);
- Fantazie Des-dur pro klavír (1968).
- Malířům na Malé skále, pro smyčcové kvarteto s flétnou (1974).
- Vzpomínka pro housle a klavír (1978).

### Sbory
- Země jarem zrozená. Mužský sbor (1929);
- Oj, nechody hrycju. Mužský sbor (1929);
- Z jara. Šest říkadel pro dětský sbor s flétnou na slova Karla Jaromíra Erbena (1941);
- Do kola. Šest říkadel pro dětský sbor s malým bubínkem na slova Karla Jaromíra Erbena (1941);
- Šeroká zem. Mužský sbor na slova Josefa Vaci (1942);
- Gospodine, pomiluj ny. Mužský sbor (1944);
- Pozdrav zemi. Mužský sbor na slova 3. zpěvu básně Karla Hynka Máchy Máj (1944);
- Slovanská lípa. Mužský sbor na slova Josefa Václava Sládka (1945);
- Výzva / Poselství. Dětský sbor na slova Antonína Krause (1947);
- Mužský dvojsbor na Stalinovu smrt (1953);
- Vyznání lásky. Smíšený sbor na slova Renaty Pandulové (1961);
- Jarní. Smíšený sbor s doprovodem 2 klavírů na slova Josefa Choury (1961);
- Vyznání. Dětský sbor na slova Jana Čarka (1976).

### Písně
- Cigánské melodie pro zpěv a klavír na slova Adolfa Heyduka (1926);
- Máj. Melodram pro recitaci a klavír na slova Karla Hynka Máchy (1926);
- Meditace pro baryton a klavír na vlastní text (1929);
- Kde je máma? Balada pro alt a klavír na slova Josefa Václava Sládka (1932);
- Noci. Píseň pro alt a klavír na slova Františka Halase (1933);
- Tři písně pro zpěv a klavír na slova Karla Tomana (1935
- Veselé písničky pro zpěv a klavír na slova lidové poezie (1940);
- Lidické písně. Úpravy pro zpěv a klavír (1948);
- Sny. Pět písní pro soprán a klavír na slova „Zpěvů staré Číny“ v překladu Bohumila Mathesia (1948)
- Písně o lásce, pro zpěv a klavír, na slova českých básníků a staré čínské poezie (1959).

### Vokální skladby s orchestrem
- Zuzanka Hraškovie. Balada pro alt a orchestr na slova Pavla Országa Hviezdoslava (1932);
- Stalingrad. Kantáta na slova Jiřího Miloslava Nováka (1945);
- Rozkaz č. 368. Kantáta na text Stalinova rozkazu č. 368 ze dne 9. 5. 1945 (1946);
- Milá milému. Sedm národních písní pro soprán a orchestr (1947);
- Slavnostní průvod – Únor 1948 (1948);
- Buduj vlast – posílíš mír. Kantáta na slova Františka Halase (1951);
- Kdož jste boží bojovníci. Úprava husitského chorálu pro sólo, sbor a symfonický orchestr (1952);
- Praho jediná. Cyklus písní pro nižší hlas a orchestr na slova Marie Pujmanové (1961).

### Skladby ve čtvrttónovém systému
- Klavírní suita pro čtvrttónový klavír (1939);
- Koncert pro housle ve čtvrttónovém systému s doprovodem violy, violoncella, kontrabasu a klavíru (1941).